# Tájfutás

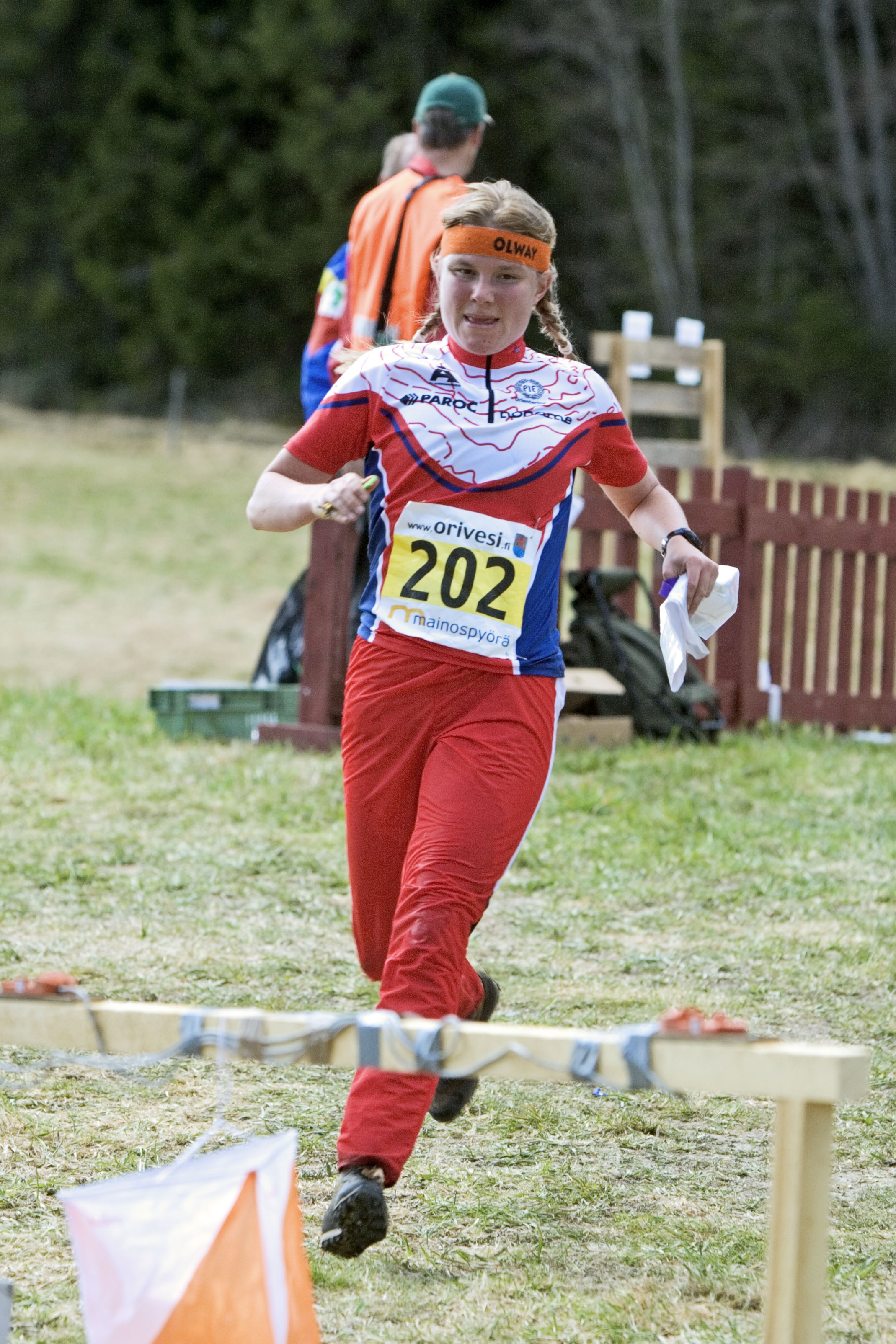
Tájfutó versenyző egy ellenőrzőponthoz közeledve

A tájfutás szó a tájékozódási futás rövidült alakja.
A tájfutás a tájékozódási sportok egyike, egy olyan, atlétikai jellegű futósport, ahol a versenyzőnek térkép és tájoló segítségével a térképen feltüntetett ellenőrzőpontokkal kijelölt pályán, a pontokat előírt sorrendben érintve, a legrövidebb idő alatt kell végigfutni. A verseny erdei vagy városi terepen zajlik, a versenyző az ellenőrzőpontok között maga választja meg az útvonalát, a tájékozódáshoz a térképen és tájolón kívül más segédeszközt nem használhat.
A sportág különlegessége abban rejlik, hogy nemcsak fizikai állóképességre, hanem gyors gondolkodásra és jó tájékozódási képességre is szükség van. A tájfutás során a versenyzők gyakran ismeretlen terepen futnak, így a siker kulcsa a jó döntéshozatal és a terepviszonyokhoz való gyors alkalmazkodás.
A tájfutás minden korosztály számára elérhető, kezdőktől a profi sportolókig. Léteznek egyéni, váltó- és csapatversenyek is, valamint különböző nehézségi szintű pályák, így bárki megtalálhatja a számára megfelelő kihívást. A sport nemcsak a fizikai fittség fejlesztésére kiváló, hanem nagyszerű lehetőséget nyújt a természetjárásra és a szabadban való aktív kikapcsolódásra is.

## Versenyformák

### Egyéni verseny
A versenyző egyénileg oldja meg a feladatát, és az egyéni teljesítményét értékelik. Az egyéni verseny lehet nappali és éjszakai. Egyéni versenyen a versenyzők előre meghatározott időközökben indulnak, hogy az együtt futás elkerülhető legyen.
A nappali egyéni verseny a versenytáv szerint lehet hosszútávú (60 perces vagy hosszabb pályák hosszú átmenetekkel), középtávú (30-40 perces pályák sok nehezen megtalálható ellenőrzőponttal), rövidtávú (jellemzően városi terepen, 10-20 perces pályákkal).

### Váltóverseny
A váltóverseny a tájfutás csapatversenyeinek egyik formája. A váltó tagjai a váltószakaszokat időben egymás után egyénileg teljesítik. A váltószakaszok pályáinak különbözniük kell, hogy a versenyzők számára a tájékozódási feladat különböző legyen (ennek hiányában „ragadással”, azaz egy másik versenyző követésével lehetne teljesíteni a versenyt, ami a tájfutás filozófiájától idegen). A váltóverseny váltószakaszainak kialakításánál több lehetséges megoldás ismert (motola, farsta stb.). A váltó tagjainak kötött sorrendben kell érintenie a váltó pálya minden pontját. Váltóversenyen a csapatok első futói egyszerre, tömegrajttal indulnak, az eredményt pedig az utolsó futók célba érkezési sorrendje dönti el.

### Pontbegyűjtő csapatverseny
A csapatverseny egy másik lehetséges formája. A csapat tagjai egyszerre rajtolnak. A csapat eredményét a csapat utolsó beérkező tagjának érkezési ideje határozza meg. A kategória függvényében minden csapattagnak megadott sorrendben 5-12 kötelező pontot kell érintenie. A további pontokat az első pont megfogása után és a befutó pont (a versenypálya utolsó pontja) érintése előtt kell megfogni. Ezeket a pontokat csapatonként csak egy-egy, a csapat által választott versenyzőnek kell érinteni. A csapatnak versenyidejükben kell eldönteni, hogyan érintsék az elosztott pontokat, figyelembe véve a csapattagok képességeit.

## Versenyrendszer

### Korcsoportok
A versenyeken kor és nemek szerint szétválasztott kategóriák vannak, 10 évestől 80 évesig (igény szerint még idősebbekig, skandináv országokban a 90 év feletti versenyzők sem ritkák). A korcsoportok a tizenéveseknek 2 évenként következnek (10, 12, 14, 18), a közép- és időskorú versenyzőknek pedig 5 évenként (35, 40, 45 és így tovább).

### Nehézségi fokozatok
A versenyzők a különböző tájékozódási felkészültségüknek megfelelően különböző technikai okozatok közül választhatnak. A "D" jelű pálya a legkönnyebb, szalagozást kell követni, helyenként átvágási lehetőségekkel. A “C” fokozat már szalagozás nélküli, de könnyen megtalálható ellenőrzőpontokkal és közöttük jól követhető vezetővonalakkal (pl. utak, nyiladékok). A “B”, “A” és “E” fokozatok (utóbbi az Elit névből származik) egyre nehezebbek, térképes tájékozódásban már jártas versenyzőknek készülnek.

## Szakágak és változatok

### Sítájfutás
A sítájfutás a sífutás és a tájfutás keveréke. A sítájfutó versenylécek nem különböznek a sífutóversenyeken a korcsolyázáshoz használtaktól, a tájékozódás pedig megegyezik a tájfutásnál, illetve – még inkább – a tájkerékpárnál alkalmazottal. A verseny nagyrészt (95-99%) előkészített (motoros szánnal fektetett) sínyomokon zajlik.

### Trail-o
A Trail-O versenyszám a tájékozódási sportok mozgássérültek számára kialakított változata. Ezt a versenyszámot mozgássérült sportolók számára rendezik, de a versenyek általában nyitottak mindenki számára. A szakág nevét már többen megpróbálták átültetni magyar nyelvre, de eddig igazán jó kifejezést nem sikerült találni rá. A paralimpiához hasonlóan, 2004 óta a Tájfutó Világbajnokságokkal párhuzamosan rendezik meg a mozgássérült sportolók Trail-O Világbajnokságát is. 2009-ben a Trail-O Világbajnokság színhelye Miskolc volt.

### Tájkerékpár
A tájfutás kerékpáros válfaja, mely során a versenyzőnek kerékpárral kell a pályát teljesítenie. Haladni csak a kijelölt utakon, ösvényeken szabad így a pályák megalkotásakor a különböző útvonalak közti választási lehetőség biztosítása a cél. A sítájfutástól eltérően a jelzett utakról történő letérés a versenyző kizárását vonhatja maga után.

### Lovas tájékozódás
Térkép alapján kell érinteni az ellenőrzőpontokat, a versenyzők 2-3 fős csapatokat alkotnak és lóháton (a terep adottságaitól függően helyenként gyalog) teljesítik a pályát.

### Mikrosprint
A mikrosprinten nagyon rövid, jellemzően csupán néhány száz méteres pályát kell teljesíteni, mely néhány percnél nem igényel többet, így egy néhány másodperces hibázás vagy hezitálás is számíthat az elért eredményben. A kisebb területet (akár csak 100*100 méter) a nézőknek is lehetséges belátni, vagy néhány kamerával közvetíteni. A terület kis méretéből adódóan részletesebb maga a térkép is, valamint az egymás közeli bóják és csalipontok is nehezíthetik a versenyzők dolgát.

### Éjszakai tájfutás
Csupán a napszakban különbözik a hagyományos változattól, de a sötétség miatt technikailag sokkal nehezebb. A versenyzők fejlámpa segítségével keresik a pontokat, melyeken fényvisszaverő prizma van. Észak-Európában, ahol nagyon sokan űzik a tájfutást, váltóversenyeket is rendeznek éjszaka.

### Mobilos tájfutás
Kétfős csapatok vesznek részt benne. A csapat egyik tagja a rajtnál marad a térképpel és egy mobiltelefonnal, míg társa egy telefonnal és iránytűvel, a telefonon kapott utasítások révén találja meg a pontokat és teljesíti a pályát.

## Története
A sport a skandináv országokban igen népszerű, onnan terjedt el Európa többi országába. Hazánkban az első tájékozódási versenyt 1925-ben rendezte Ripszám Henrik, bólyi festőművész, aki az orosz hadifogságból Skandinávián keresztül való hazatértében "fertőződött meg" a tájfutással. A női résztvevők közül a magyar Monspart Sarolta 1972-ben (első nem skandinávként), míg Oláh Katalin 1991 és 1995-ben volt világbajnok.  A szocializmus alatt nehezítette a tájfutó térképellátást az alaptérképekhez való nehéz hozzáférés. 1970-ben a Magyar Tájékozódási Futó-szövetség (MTFSZ) hivatalos együttműködési megállapodást kötött a Honvédelmi Minisztériummal, s ettől kezdve a sportág alaptérkép-ellátása biztosított volt. Az ezredfordulótól a tájfutás szabadidős jellege erősödött, miközben a sportág megtartotta versenysport besorolását. Tájfutó versenyeket kora tavasztól késő őszig rendeznek Magyarországon, a versenyidőszakban jellemzően minden hétvégén.

## Világversenyek

### Világbajnokságok
Tájékozódási futó-világbajnokságokat (hivatalos angol elnevezése: World Orienteering Championships,  WOC) a Nemzetközi Tájfutó Szövetség (IOF) kezdeményezése alapján 1966 óta rendeznek. A világbajnokságokat 2003-ig 2 évente rendezték. Ezt 2003-ban módosították, azóta évente rendezik a vb-t. Az 1983. évi világbajnokságot Zalaegerszegen, a 2009. évit pedig Miskolcon rendezték meg.
Az első világbajnokságokon csak két versenyszám szerepelt a műsoron, egyéni verseny és váltóverseny. 1991-ben az akkor rövidtávúnak nevezett versennyel bővült a versenyprogram. 2001-ben kerültek a programba a sprintversenyek (az egyéni versenyformánál említett rövidtávú tájfutóversenyek), ennek következménye, hogy a korábbi rövidtávú versenyszámot 2003-tól középtávúnak, a klasszikus egyéni versenyt pedig hosszútávúnak nevezik.
2022-től kezdődően az erdei és a városi versenyek egyre markánsabb szétválásának eredményeként váltakozva rendeznek sprint és erdei világbajnokságokat. A világbajnokságok mellett az IOF programjában évente felnőtt Európa-bajnokság, Junior világbajnokság (19-20 éves versenyzőknek), Ifjúsági Európa-bajnokság (15-18 éves versenyzők), Szenior világbajnokság (35 év feletti versenyzők) és a szakágak önálló bajnokságai is szerepelnek.

## Tájfutótérkép
A tájfutáshoz speciális tájfutótérképet használnak. Általában 1:15 000-es vagy 1:10 000-es, illetve sprint jelkulcs esetén 1:4000-es méretarányú részletes topográfiai térképek ezek, speciális nemzetközi jelkulccsal. A verseny során erre a térképre nyomtatják a pályát is, illetve a felkeresendő ellenőrző pontok számát.
A versenyző szempontjából a részletes és olvasható térkép megbízható segédeszköz az útvonalválasztáshoz, képessé teszi őt a tájékozódási ügyességének és futóképességének megfelelően kiválasztott útvonal folyamatos követésére. A helyes útvonalválasztás értelmét veszti, ha a térkép nem hű képe a terepnek, ha pontatlan, elavult vagy rosszul olvasható.
Bármi, ami a haladást akadályozza, alapvető információ: sziklák, víz, sűrű bozót. Az ösvények és utak hálózata megmutatja, mely irányokban könnyebb a haladás és a tájékozódás. A futhatóság részletes osztályozása elősegíti a versenyző helyes döntését. A tájfutás elsősorban térképolvasással történő tájékozódás. Ezért szükséges a pontos térkép a jó és hatékony útvonalválasztáshoz. Egyetlen versenyzőnek sem származhat előnye vagy hátránya a térképhibákból.

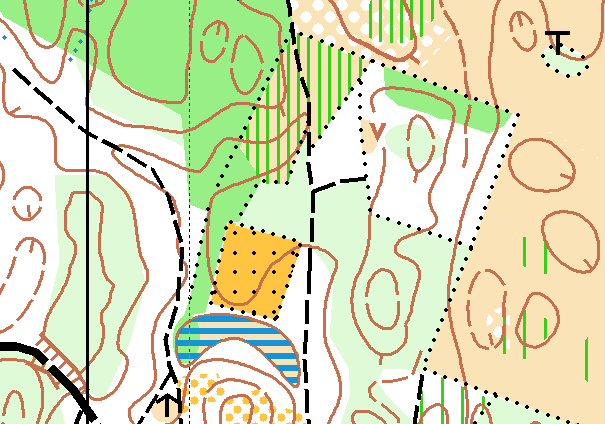
Erdei terepet ábrázoló tájfutó térkép egy darabja

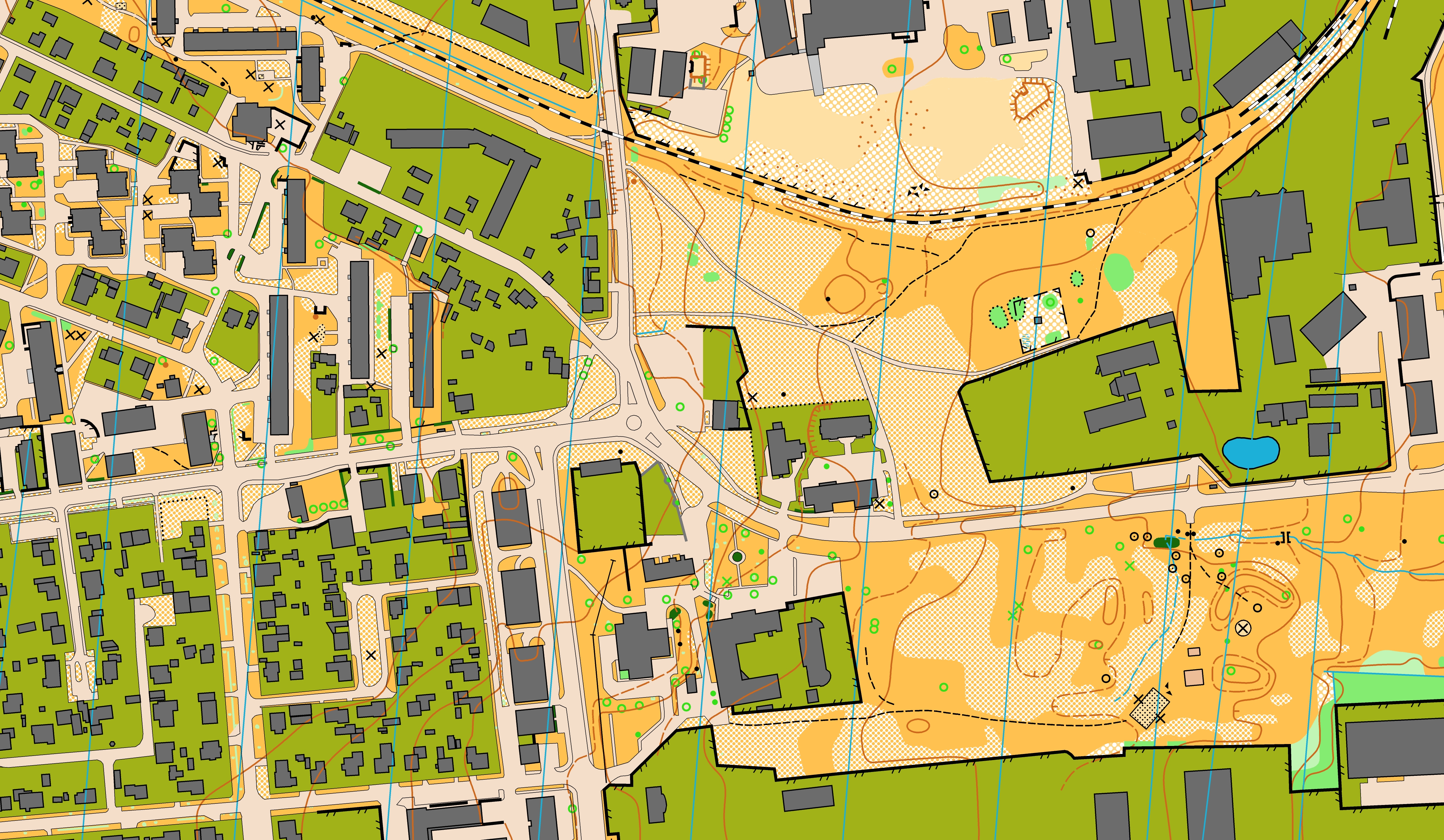
Városi (sprint) tájfutó térképrészlet

### A színek szerepe
A tájfutótérképen eltérő alapszínek segítik a jelölések és vonalak áttekinthetőségét.
Feketével vannak jelölve:
Utak, ösvények; sziklaalakzatok; mesterséges tereptárgyak, épületek, kerítések; jelleghatár.
Fehérrel vannak jelölve:
Jól futható erdők.
Barnával vannak jelölve:
Szintvonalak; domborzati elemek: gödrök, buckák; letörések.
Zölddel vannak jelölve:
A zöld szín erősségével érzékeltetik a jelölt terepen való haladás sebességét (minél sötétebb zölddel van jelölve a terület, annál nehezebben futható), jellegfák. A sprint jelkulcs szerinti (városi) térképeken a zöld szín egy speciális változata, az olivalzöld az elzárt területet jelöli, amire a futónak tilos rámennie (pl. magánterület, virágágyás).
Kékkel vannak jelölve:
Állóvizek, vízfolyások, vizesgödrök.
Sárgával vannak jelölve:
Nyílt területek, rétek, tisztások, mezők, ligetesek.

## Szimból

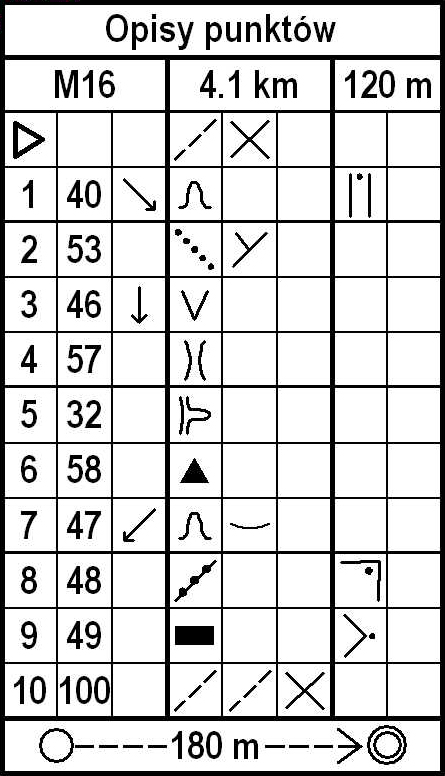

A szimból (a pontmegnevezések jelkulcsa) segít abban, hogy hol található a keresett pont (pl. az 5. pont egy orr). Azaz a versenyző számára abban nyújt segítséget, hogy a térképen a karikával bejelölt ellenőrzőpont a tereptárgyhoz képest pontosan hol van elhelyezve, mert a térképi ábrázolás sok esetben nem tud elég egyértelmű lenni a 30x30 cm méretű bója megtalálásához.